# Gwendolyn Killebrew
Gwendolyn Killebrew (* 26. August 1941 in Philadelphia (USA); † 24. Dezember 2021 in Düsseldorf) war eine amerikanische Altistin und Mezzosopranistin in Oper und Konzert. Sie begann ihre Karriere 1967 an der Metropolitan Opera. Von 1976 bis 2006 war sie Mitglied der Deutschen Oper am Rhein. Sie trat international in bedeutenden Häusern und Festspielen auf. Ihr Repertoire umfasste Werke vom Frühbarock bis zur Moderne.

## Leben
Killebrew wurde in Philadelphia, Pennsylvania, geboren. Sie studierte zunächst Klavier und Horn an der Temple University ihrer Heimatstadt, und schloss mit dem Bachelor's degree in Musikerziehung 1963 ab. Sie arbeitete als Musiklehrerin und Musiktherapeutin. Dann studierte sie Gesang an der Juilliard School in New York bei Hans Heinz und Christopher West.
1965 nahm Killebrew am Aspen Music Festival and School teil und trat als Mutter in Strawinskis Mavra auf. Sie gewann 1966 einen Wettbewerb in Belgien und auch die Metropolitan Opera National Council Auditions. Daraufhin wurde sie 1967 an der Metropolitan Opera (Met) engagiert. Ihre erste Rolle war Waltraute in Wagner's Die Walküre in einer neuen Produktion, die von Herbert von Karajan geleitet und inszeniert wurde, mit Birgit Nilsson in der Titelpartie, Thomas Stewart als Wotan, Jon Vickers als Siegmund, Gundula Janowitz als Sieglinde, Karl Ridderbusch als Hunding und Christa Ludwig als Fricka. Die Oper wurde im Rahmen der Samstagnachmittag-Übertragungen 1968 live gesendet, dirigiert von Berislav Klobučar und mit Leonie Rysanek als Sieglinde. Killebrew trat als Gast an der San Francisco Opera auf, sowie mit der Opera Company of Boston und an La Monnaie in Brüssel. Sie trat 1968 in der Titelpartie von Bizets Carmen an der Bayerischen Staatsoper in München auf. Als das neue Opernhaus im Kennedy Center in Washington, D.C. am 10. September 1971 eröffnet wurde, sang sie in der Uraufführung von Ginasteras Beatrix Cenci. Sie verkörperte Verdis Amneris in Aida bei den Salzburger Osterfestspielen von 1972 an, und sang in der Uraufführung von Orffs De temporum fine comoedia bei den Salzburger Festspielen 1973. Sie übernahm die Rolle der  Carmen erneut 1975 an der Santa Fe Opera, und 1979 an der Met.
Killebrew war Mitglied der Deutsche Oper am Rhein von 1976 bis 2006 und trat auch danach noch als Gast dort auf. Ihre Stimme umfasste ein weites Spektrum von Alt bis Mezzosopran. Sie trat häufig in zeitgenössischen Opern auf. 1986 war sie Leonardos Frau in Fortners Bluthochzeit, 1988 Frau Leimberger in Klebes Der Jüngste Tag, 1991 Beroë in Henzes Die Bassariden, und 1993 Marcolfa in Fortners In seinem Garten liebt Don Perlimplin Belisa. 1995 war sie an der Uraufführung von Klebes Gervaise Macquart beteiligt, und 1998 an der Deutschen Erstaufführung von Giorgio Battistellis Orchesterprobe. Sie übernahm an der Deutschen Oper auch die Rollen Mrs. Quickly in Verdis Falstaff, Annina in Der Rosenkavalier von Richard Strauss, Amelfa in Rimski-Korsakow's Der goldene Hahn, und Burija in Janáček's Jenůfa. Sie sang dort auch Isabella in Rossini's L'italiana in Algeri sowie Verdis Maddalena in Rigoletto und Azucena in Il trovatore. Sie wirkte in Monteverdi-Opern mit, 2003 als Ericlea in Il ritorno d'Ulisse in patria und 2004 als Nutrice in L'incoronazione di Poppea. Killebrew wurde 1988 zur Kammersängerin ernannt. Sie gab ihre Abschiedsvorstellung 2009 als Bacchis in Offenbachs Die schöne Helena, inszeniert von Christof Loy. 2011 wurde sie zum Ehrenmitglied der Deutschen Oper am Rhein ernannt.
Ab 1978 trat Killebrew bei den Bayreuther Festspielen auf, wo sie im Jahrhundertring mitwirkte, der Jubiläumsinszenierung von Wagners Der Ring des Nibelungen von Patrice Chéreau. Sie übernahm die Rollen Schwertleite in Die Walküre und Waltraute in Götterdämmerung, auch in der Verfilmung 1980. Sie war 1979 Fricka im Ring-Zyklus an der Opéra de Monte Carlo in 1979.
Killebrew war auch als Konzertsängerin aktiv. Sie übernahm die Rolle der Waldtaube in Schönbergs Gurre-Lieder bei den Proms von 1981, mit dem BBC Symphony Orchestra und Chören der BBC geleitet von Michael Gielen, an der Seite von Philip Langridge, John Tomlinson, Günther Reich, Jessye Norman und Wolfgang Neumann. Im Ruhestand arbeitete sie als Gesangslehrerin in Meisterklassen und ihrem eigenen Musikstudio.
Killebrew starb am 24. Dezember 2021 in Düsseldorf im Alter von 80 Jahren.

## Einspielungen
Killebrew nahm 1970 die Titelpartie von Händels Tamerlano in Kopenhagen auf, geleitet von John Moriarty. 1976 war sie an einer Live-Aufnahme von Dvořáks Rusalka beteiligt, mit dem Het Omroeporkest geleitet von Bohumil Gregor. Sie sang die Rollen der Fremden Prinzessin und Ježibaba, an der Seite von Teresa Stratas in der Titelpartie und Ivo Zidek als Prinz. 1986 sang sie in einer Aufnahme von Mahler's Dritter Sinfonie mit dem WDR Sinfonieorchester geleitet von Gary Bertini.